# ビッグファイブ (心理学)

ビッグファイブ性格特性

ビッグファイブ（英: Big Five personality traits）は、共通言語記述子に基づくパーソナリティ特性の分類法である。主要5因子、BigFive性格特性、五因子モデル（FFM）およびOCEANモデルとしても知られている。

## 概要
ビッグファイブは単語間の関連性に基づいているが、神経心理学者にも使われている。それは、因子分析（統計的手法）を性格検査データに適用する場合、性格のある側面を表現するために用いられるいくつかの単語がしばしば同一人物に適用されるからである。例えば、「誠実的な」という形容詞が当てはまる人は、「散らかった」ではなく「準備万端な」と形容されることが多い。また、この理論は共通言語の記述子を用いているため、人間の性格と精神を記述する上で一般的に用いられる5つの広い次元を示唆している。五つの次元は、神経症傾向、誠実性、外向性、協調性、開放性と定義される。これらの次元の下には、多くの相関したより具体的なファセット（側面因子）が存在する。例えば外向性には、活発度、自己主張、明朗性、刺激希求性、親しみやすさ、社交性などの関連する特性が含まれるといわれている。これらの根底に複数の特性を発見することができるということは、語彙仮説と一致している。この語彙仮説とは、人々の生活において最も重要な人格的特徴が最終的にはその人の言語の一部となること、その人物のより重要な人格的特徴は単一の単語として言語に変換される可能性が高いという仮説である。
各性格側面において単一の因子に明確な素因を示さない人達は、適応性があり、性格特性が中程度であり、合理的であると考えられるが、無節操であり、不可解であり、計算的であるとも考えられる。またそれぞれの特性の程度によっては、特定の活動に参加しやすくなる可能性がある。
家庭生活や人の育て方もこれらの特性に影響を与える。双生児を対象とした研究やその他の研究では、個体間の変異の約半分は遺伝によるものであり、残りの半分は環境によるものであることが示されている。研究者たちは、誠実性、外向性、経験への開放性、神経症傾向が小児期から成人期まで比較的安定していることを発見した。
ビッグファイブはすべての研究者が合意したわけではないが、性格心理学において最も有力な記述モデルであり、また、基本的な枠組みとして性格心理学において定着している。

### 分布
ビッグファイブの各性格特性は、それぞれ独立しておりその分布は正規分布を形成している。そのため性格特性において、例えば外向性では、外向的でもなく内向的でもない平均の中央部分に多くの人が収まる。つまり、ビッグファイブの5つの性格特性が作り上げる空間は、多変数正規分布に相当する。また、仮に高・中・低の3つのレベルを考え類型論的に捉えると、5つの性格要素があるビッグファイブの場合、3の5乗で243通りのタイプが存在することになる。

### クラスター
ビッグファイブの組み合わせ自体はその分布から多数あるものの、世界中の150万人を調査した研究によると4つの大きなクラスターが見つかっている。そのクラスターは以下のようになっている。
アベレージ
- 最もよく見られるパーソナリティ
- 神経症傾向と外向性が高い
- 開放性が低い

リザーブ
- 神経症傾向と開放性が低い
- 協調性と誠実性もやや高い
- 年齢や性別の影響を受けにくい

ローモデル
- 神経症傾向がもっとも低い
- その他の要素がすべて高い
- リーダー向き
- 40歳から上の層に多く、20代以下の層には少ない

セルフセンター
- 外向性がとても高い
- 誠実性、協調性、開放性が平均よりも低い
- 若い男性に多く、15歳以上の女性には少ない

### 複合的なパーソナリティ
以下の表は、性格特性2つによって形成される複合的なパーソナリティの表である。（デスクトップ版で閲覧しにくい場合は、モバイル版での閲覧を推奨する。）
| 特性       | 特性 | 誠実性                                                                                       | 誠実性                                                                                 | 外向性                                                                   | 外向性                                                                         | 神経症傾向                                                                 | 神経症傾向                                                                                | 開放性                                                                               | 開放性                                         |
| 特性       | 特性 | 高                                                                                           | 低                                                                                     | 高                                                                       | 低                                                                             | 高                                                                         | 低                                                                                        | 高                                                                                   | 低                                             |
| ---------- | ---- | -------------------------------------------------------------------------------------------- | -------------------------------------------------------------------------------------- | ------------------------------------------------------------------------ | ------------------------------------------------------------------------------ | -------------------------------------------------------------------------- | ----------------------------------------------------------------------------------------- | ------------------------------------------------------------------------------------ | ---------------------------------------------- |
| 協調性     | 高   | 頼りになる 責任感がある 信頼できる 行儀良い 思いやりがある 人を助ける 協力的 丁重 礼儀正しい | 謙遜する でしゃばらない                                                                | 社交的 精力的 熱狂的 話し好き 生き生きとしている 幸せ 友好的 陽気 楽しい | 非攻撃的 つつましい 従順 臆病 迎合的 情け深い 同調的 親切 寛大                 | 情にもろい だまされやすい 優しい 敏感 柔和 感傷的 情熱的                   | 忍耐強い 寛大 多くを求めない 現実的 陽気 寛容 温和 柔軟                                   | 理想主義 外交的 深みがある 気が利く 愛想が良い                                       | 単純 依存的                                    |
| 協調性     | 低   | 人を寄せ付けない 厳格 融通がきかない                                                         | 無謀 非協力的 信頼できない 疑い深い 思慮がない 思いやりがない 無礼                     | 意固地 強引 傲慢 高慢 威張り屋 頑固 険しい 未熟 けんか好き 粗雑          | 懐疑的 用心深い 引きこもりがち 無口 非社交的 冷笑的 人を警戒 孤立 人間味がない | 神経質 短気 けんか好き せっかち 怒りっぽい 批判的 わがまま 気難しい 敵対的 | 冷淡 無神経 愛情がない 情熱がない                                                         | 抜けめがない 風変わり 個人主義                                                       | 粗野 機転が利かない ぶっきらぼう 心が狭い 冷淡 |
| 誠実性     | 高   |                                                                                              |                                                                                        | アクティブ 競争好き 粘り強い 野心的 目的を持つ 油断ない 硬い             | 控えめ 真面目 慎重 用心深い 信念を持つ 自信に満ちている 時間を守る 几帳面 倹約 | 几帳面 神経質                                                              | 理性がある 客観的 堅実 論理的 決断力がある 手落ちがない 首尾一貫 自制的                   | 分析的 知覚が鋭い 情報通 歯切れが良い 威厳ある 如才ない 完全主義 勤勉 洗練されている | 慣習的 伝統的                                  |
| 誠実性     | 低   | 乱暴 わんぱく 自己顕示 社交的 示威的 気まま 無謀 向こう見ず                                  | ひねくれ 非精力的 怠惰 粘り強くない どっちつかず 優柔不断 目的がない 曖昧 向上心がない | 無理強いする せんさく好き 身勝手 忘れっぽい 直情的 散漫 矛盾 気まぐれ    | 形式張らない 控えめ                                                            | 型破り 風変わり                                                            | 近視眼的 無鉄砲 非論理的 未熟 行き当たりばったり 無計画 散漫                              |                                                                                      |                                                |
| 外向性     | 高   |                                                                                              |                                                                                        |                                                                          |                                                                                | 興奮しやすい 言葉数が多い 浮気性 激しやすい 突飛 移り気                    | 自意識が強くない うんざりしない 根気良い 自信に満ちている 大胆 自信がある 遠慮がない 勇敢 | 世俗的 演劇的 雄弁 詮索好き 熱烈 表情豊か ありのまま ドラマチック 自発的 機知に富む  | くどい 無節操 気取っている                     |
| 外向性     | 低   | 用心深い 気難しい 不安 悲観的 秘密主義 臆病                                                  | 控えめ 容易に興奮しない 穏やか 落ち着いている 物静か 公平                              | 内省的 瞑想的 熟慮的 自省的 内向的                                       | 予測可能 平凡 陰気 無感動 冒険心がない おとなしい 受け身                       |                                                                            |                                                                                           |                                                                                      |                                                |
| 神経症傾向 | 高   |                                                                                              |                                                                                        |                                                                          |                                                                                |                                                                            |                                                                                           | 情熱的 興奮しやすい 官能的                                                           | 取り乱しやすい 腹を立てやすい 懸念深い         |
| 神経症傾向 | 低   | 創造的 知的 洞察力がある 多才 独創的 誠実                                                    | 冷静 鈍感                                                                              |                                                                          |                                                                                |                                                                            |                                                                                           |                                                                                      |                                                |

### 相関リスト
ビッグファイブの各性格特性（開放性、誠実性、外向性、協調性、神経症傾向）が、それぞれ特定の行動や言葉に相関していることはよく知られている。また近年、パーソナリティ研究は心理学の領域のみならず、脳神経科学、遺伝学、進化論、政治学、精神医学、犯罪学などと結びつき、新たな知見をもたらしている。さらに、TwitterやFacebookなどに代表されるソーシャルメディア上での人々の投稿にビッグファイブを適用することで、今までの研究では明らかにされなかったことが発見されている。
各性格特性との具体的な相関の一覧は、「ビッグファイブ性格特性における相関リスト」の記事を参照。

## 特定の性格特性の説明

### 開放性
開放性とは、芸術、感情、冒険、珍しいアイディア、想像力、好奇心、および多様な経験に対する一般的な評価である。開放性が高い人は知的好奇心が強く、感情に関してオープンで、美しさに敏感で、新しいことに挑戦する意欲がある。開放性が低い閉鎖的な人と比べると、創造的で自分の気持ちをよく理解している傾向がある。また、型破りな信念を持っている可能性も高い。
（「独創性/好奇心」対「一貫性/用心深い」）。経験への開放性または知性、開放性（O）。経験への開放性は、芸術、感情、冒険、珍しいアイデア、好奇心、そして多様な経験への感謝を表している。開放性は、知的好奇心、創造性、そして人が持つ目新しさや多様性を好む度合いを反映している。また、その人が想像力に富んでいたり、独立していたりする度合いとしても説明され、厳格な日々の生活よりもさまざまな活動に対する個人的な好みを表している。開放性が高いということは、予測がつかない、もしくは集中力が欠如しているということであり、危険な行動や薬物使用に関与する可能性が高いと考えられている。また、開放性の高い個人は、職業や趣味において芸術に傾倒する傾向があり、典型的には、創造的であり、知的及び芸術的な探究の重要性を高く評価する:191。さらに、開放性の高い個人は、特に強烈で陶酔的な経験を求めることによって自己実現を追求すると言われている。逆に、開放性が低い人は忍耐を通じて達成感を得ようとし、実用的でデータ主導的であると特徴づけられ、時には独断的で閉鎖的だと思われることさえある。開放性要因をどのように解釈し、文脈化するかについては、意見の相違がある。開放性は、計画外離職の予測因子のひとつである。
開放性は創造性、すなわち問題解決の成功の重要な相関関係であり、より大きな幸福とも関連している。開放性はトレーニングの熟練度とも相関する。新しい経験に対する開放性は、知的謙虚さとも相関する。

#### サンプル項目
- 私には素晴らしいアイディアがある。
- 私は物事をすぐに理解できる。
- 私は難しい言葉を使う。
- 私にはたくさんのアイディアがある。
- 私は抽象的なことには興味がない。（逆転）
- 私には豊かな想像力がない。（逆転）
- 私にとって抽象的なアイディアを理解するのは難しい。（逆転）[41]

#### ファセット
開放性のファセットは次のようになっている。
| 低い値の人の記述                                                       | 低い値の人の記述 |            | 高い値の人の記述   | 高い値の人の記述                                                     |
| 説明                                                                   | 言葉             | ファセット | 言葉               | 説明                                                                 |
| ---------------------------------------------------------------------- | ---------------- | ---------- | ------------------ | -------------------------------------------------------------------- |
| よく知っているルーチンを快適に感じ、そこからの逸脱を好まない。         | 着実             | 冒険       | 冒険的             | 新しい経験を熱望している。                                           |
| ほとんどの人に比べて芸術的活動や創造的活動への興味が薄い。             | 芸術に無関心     | 芸術的興味 | 芸術の鑑賞眼がある | 美しいものが好きで、創造的経験を求めている。                         |
| 自分の感情について考えたり、感情を表に出すことがほとんどない。         | 冷静             | 情動性     | 感情に自覚的       | 自分の感情を自覚していて、感情の表し方を知っている。                 |
| 想像よりも事実を優先する。                                             | 地に足の着いた   | 想像力     | 空想的             | 豊かな想像力を持っている。                                           |
| 世界をそのまま捉えることを好み、抽象的な考えをすることはめったにない。 | 具象             | 知性       | 哲学的             | 新しい考えに対してオープンであり、興味があり、もっと知りたいと望む。 |
| 伝統に従って安定を維持することを好む。                                 | 権力を尊重       | 自由主義   | 権力に対して挑戦的 | 権力や伝統的価値に挑戦して変化をもたらしたいと思っている。           |

### 誠実性
誠実性または良心性、統制性（C）、勤勉性、真面目性、規律性。誠実性とは、組織化され信頼できる傾向、自己コントロール能力を示す傾向、忠実に行動する傾向、達成を目指す傾向、自発的な行動よりも計画的な行動を好む傾向を表している。高い誠実性は、頑固であり集中力があると思われがちである。低い誠実性は柔軟性と自発性と関連しているが、杜撰さと信頼性の欠如として現れることもある。
自分で自己を律して律義に行動し、対策や他人の期待に反した達成に努める傾向をいう。これは、人が自分の衝動をコントロールして規制し、方向づける方法に関係している。誠実性のスコアが高いことは、自発的行動よりも計画的行動を好むことを示している。平均的な誠実さのレベルは若年成人で上昇し、その後高齢者で低下する。
ポール・サケットとフィリップ・ワルムズリーが執筆した雑誌の記事「職場で最も重要な人格属性は何か?」の中では、誠実性が高いことと協調性が高いことが、「さまざまな仕事で成功するために重要である」という。また、創造性が誠実性と関連するというメタ分析もある。

#### サンプル項目
- 私はいつも準備をする。
- 私は細部に注意を払う。
- 私はすぐに雑用を済ませる。
- 私は秩序を好む。
- 私は計画通りに物事をこなす。
- 私は仕事に追われている。
- 私は身の回りのものはほったらかしにする（逆転）
- 私は物事をぐちゃぐちゃにしてしまう（逆転）
- 私は使ったものを元の場所に戻すのをよく忘れる（逆転）
- 私はやるべきことを怠る（逆転）[41]

#### ファセット
誠実性のファセットは次のようになっている。
| 低い値の人の記述                                                           | 低い値の人の記述 |            | 高い値の人の記述 | 高い値の人の記述                                          |
| 説明                                                                       | 言葉             | ファセット | 言葉             | 説明                                                      |
| -------------------------------------------------------------------------- | ---------------- | ---------- | ---------------- | --------------------------------------------------------- |
| 自分の達成したレベルに満足しており、野心的な目標を設定する必要を感じない。 | 満足             | 達成努力   | 意欲的           | 自分に高い目標を設定し、その達成のために 真剣に取り組む。 |
| 決断に慎重で時間を費やすより、すぐに実行する。                             | 大胆             | 注意深さ   | 慎重             | 決断する前に注意深く考え抜く。                            |
| 規則や義務は無視して、やりたいことをやる。                                 | 気楽             | 忠実さ     | 従順             | 規則や義務が不都合であってもまじめに守る。                |
| 日常生活で組織のために時間を多く取らない。                                 | 非組織的         | 秩序性     | 組織的           | 生活の中で組織構造の必要性を強く感じる。                  |
| 長期間、むずかしいことを続けられない。                                     | 中断             | 自制力     | 持続             | きついことにも立ち向かってあきらめない。                  |
| 自分の目標達成能力を疑うことが多い。                                       | 自信がない       | 自己効力感 | 自信がある       | 取り組んだことには成功できると感じる。                    |

### 外向性
外向性（「社交的/エネルギッシュ」対「孤独/控えめ」）。外向性は、活力、興奮、自己主張、社交性、他人との付き合いで刺激を求める、おしゃべりであることを表している。過度の外向性はしばしば注意を引き、威圧的であると認識される。外向性が低いと内気で内省的な性格が現れ、それはよそよそしい、または自己完結的であると受け取られることがある。このような状況では、内向的な人とは対照的に、外向的な人が社会的な状況でより優勢に見えることがある。
外向性は、活動の幅(深さと対照的に)、外部活動/状況からの激情性、および外部手段からエネルギーを創り出すことによって特徴づけられる。この特性は外界との強い関係を特徴とする。外向性は人との交流を楽しみ、エネルギーに満ちていると感じられることが多い。そういった人は情熱的で行動志向的な傾向がある。話すことが好きで、自分を主張することが好きで、集団の中で一際人目を引く。外向的であることも、デメリットがないわけではない。統計的な文献分析によれば、ナルシストの自己破壊的行動は外向性に媒介されている。一般的に、人間は外向性と内向性の組み合わせであり、人格心理学者のアイゼンクは、これらの特性が何らかの形でわれわれの中枢神経系に関連していることを示唆している:106。
内向的な人は、外向的な人よりも社会的関与やエネルギーレベルが低い。おとなしく、控えめで、慎重で、社会にあまり関与していないように見える傾向がある。ただし、この社会的関与の欠如を内気または抑うつと解釈するべきではない。外向的というよりも社会から独立しているように見える傾向がある。内向的な人は外向的な人よりも刺激が少なくて済み、1人で過ごす時間も多くなる。これは彼らが非友好的で反社会的であることを意味しない。どちらかというと社会的な場面では控えめである。内向的で内気な人は比較的創造的であるという説があったが、近年、数多い統計的な文献分析（メタアナリシス）により、外向的な人の方が創造的であることが立証されている。また、外向的な人ほど仕事のパフォーマンスが高い傾向にあるが、これはトレーニングの熟練度や社会的相互作用スキルの関与のためである。

#### サンプル項目
- 私は盛り上げ役だ。
- 私はみんなからの注目の的であることを気にしない。
- 私は多くの人といるとくつろぐ。
- 私からよく会話を始める。
- 私はパーティーではたくさんの色々な人たちと話す。
- 私はあまり喋らない。（逆転）
- 私は話したり行動したりする前にたくさん考える。（逆転）
- 私は周りのみんなから注目されるのが好きではない。（逆転）
- 私は見知らぬ人が周りにいる時は静かにしている。（逆転）[41]
- 私は大勢の人がいる中で話すつもりはない。（逆転）

#### ファセット
外向性のファセットは次のようになっている。
| 低い値の人の記述                               | 低い値の人の記述 |              | 高い値の人の記述 | 高い値の人の記述                                                         |
| 説明                                           | 言葉             | ファセット   | 言葉             | 説明                                                                     |
| ---------------------------------------------- | ---------------- | ------------ | ---------------- | ------------------------------------------------------------------------ |
| ゆったりしたペースの生活が好き。               | のんびり         | 活発度       | 精力的           | スケジュールに予定が多く埋まっていて忙しい状態を好む。                   |
| 特にグループの中では、話すより聞くほうが好き。 | 控えめ           | 自己主張     | 強い自己主張     | 意見をはっきり述べ、場を支配する。グループを先導することに満足を覚える。 |
| いつも真面目で、冗談をあまり言わない。         | 険しい           | 明朗性       | 陽気             | 楽しい人で、その楽しさを人と分かち合う。                                 |
| 静かで、穏やかで、安全なことを好む。           | 平穏を求める     | 刺激希求性   | 刺激を求める     | リスクを負うことに興奮を覚え、いろいろ起こらないと退屈に感じる。         |
| 内向的で、人と打ち解けない。                   | 遠慮がち         | 親しみやすさ | 外向性           | すぐに友達ができ、人といると満足する。                                   |
| 自分に時間を使いたいと強く思う。               | 独立心が強い     | 社交性       | 付き合い上手     | 人と一緒にいることを楽しむ。                                             |

### 協調性
協調性（「友好的/同情的」対「挑戦的/孤立的」）または愛着性（A）、同調性。協調性特性は、社会的調和に対する一般的関心における個人差を反映する。協調性がある人物は、他人とうまくやっていくことを大切にする。彼らは概して思いやりがあり、親切で、寛大で、信頼でき、助けになり、自分の利益を他人に譲ろうとする。協調できる人は、人間性についても楽観的な見方をしている。他人に対して疑い深く敵意を抱くのではなく、思いやりがあり協力的である傾向を表している。そしてこの協調性は、その人の信頼と人を手助けをする性質、加えて一般的に気立てがいいかどうかの尺度でもある。高い調和性はしばしばナイーブないし従順であると見なされる。
協調性は社会的な特性であるため、研究によると、その人の協調性はチームメンバーとの関係の質と正の相関を示している。また、変革的リーダーシップの技術は協調性によって積極的に予測する。さまざまな職業の指導的立場にある169人の参加者を対象に行われた研究では、その参加者に性格テストを受けてもらい、直接監督されたことのある部下が二つの評価を行った。高いレベルの協調性を持つリーダーは、取引的というよりも変革的と考えられる傾向があった。協調性と変革性の関係は強くはなかったが(r=0.32、β=0.28、p<0.01)、ビッグ・ファイブの性格因子の中では最も強いものであった。だが、同じ研究では、参加者である指導的立場の人物の直属の上司が評価したリーダーシップについて、その有効性の予測力は示されなかった。しかし、協調性は、軍の業務上のリーダーシップとは負の関係にあることが分かった。アジア人の部隊を対象とした研究によると、高いレベルの協調性を持つ指導者は、変革のためのリーダーシップ・スキルについて低い評価を受ける可能性が高いことが示されている。したがって、さらなる研究によって、組織は個人の性格特性に基づいて個人の能力を決定することができるかもしれない。
統計的な文献分析によれば、協調性は超越性、仕事や学校の成績、海外駐在のパフォーマンス、ストレス軽減効果、身体活動の成果、歯医者通い、仕事と家庭の相互関係の促進などと相関しており、相互依存的なチームワークが望ましい仕事やサービス業の成績と正の相関があり、学業上の無断援助、盗作などの不正行為、完璧主義的な懸念、孤独感、インターネット中毒などとは負の相関がある。協調性は、音楽における学業成績や、訓練における習熟度の有効な予測因子であり、協調性の高い人ほど成功しやすいことを示す文献もある。協調的であることの欠点は、死亡リスクや低収入と関連し、また、被害者に対する正義の世界の誤謬という形で、被害者に心理的責任を負わせることである。
協調性の低い性格の人は開放性の高い人と同じくらい創造的であるという説は質の高い証拠とみなされる最近の統計的文献分析（メタアナリシス）で否定されている。協調性の低さはまた、自己愛的な自虐的行動を媒介し、いじめの加害者にも被害者にもなり、認知症や非生産的な仕事量と関連し、予定外の離職の予測因子でもある。
非協調的な人は、他人とうまくやっていくことよりも自分の利益を優先し、一般的に他人の幸福には関心がなく、他人のために精一杯頑張ることも少ない。そういった人は、自身が持つ他人の動機に対する懐疑心により、不信感を抱き、非友好的で、非協力的になることもある。協調性の低い性格は、しばしば競争力のある人や挑戦的な人であり、議論好きであると見なされたり、信頼できない人であると見なされる。

#### サンプル項目
- 私は人に興味がある。
- 私は他人の気持ちに共感する。
- 私には優しい心がある。
- 私は他の人のために時間をかける。
- 私は他人の感情を感じることができる。
- 私は苦労なく人々を安心させられる。
- 私は他人にはあまり興味がない。（逆転）
- 私は人を侮辱する。（逆転）
- 私は他の人が抱えている問題には興味がない。（逆転）
- 私は他の人のことをほとんど心配しない。（逆転）[41]

#### ファセット
協調性のファセットは次のようになっている。
| 低い値の人の記述                                                       | 低い値の人の記述 |            | 高い値の人の記述 | 高い値の人の記述                                   |
| 説明                                                                   | 言葉             | ファセット | 言葉             | 説明                                               |
| ---------------------------------------------------------------------- | ---------------- | ---------- | ---------------- | -------------------------------------------------- |
| 人のために時間を使うより、自分のことをしたい。                         | 自己中心的       | 利他主義   | 利他的           | 人を助けることで充実感を味わい、人のために尽くす。 |
| 人への反論を避けない。                                                 | 強情             | 協調性     | 寛容             | 進んで対立を避けようとする。                       |
| 自己を敬愛し、自分に満足している。                                     | 高慢             | 謙虚さ     | 慎み深い         | 注目されると落ち着かない。                         |
| 目的のためにはあらゆる手段を使う。                                     | 不義・不道徳     | 道徳性     | 不屈             | 出世のために人を利用するのは正しくないと考える。   |
| 人は、一般的に他人に依存するのではなく、自分自身でなすべきだと考える。 | 冷酷             | 共感性     | 親身             | 人の気持ちを感じ、思いやりがある。                 |
| 人の意図を警戒し、簡単には信用しない。                                 | 人を警戒する     | 信用性     | 人を信じる       | 人の善意を信じ、簡単に人を信用する。               |

### 神経症傾向
神経症傾向または情緒安定性、情動性とは、怒り、不安、抑うつなどの否定的な感情を経験する傾向のことである。これは感情の不安定性と呼ばれることもあり、逆に感情の安定性と呼ばれることもある。
神経症傾向は心理的ストレスを受けやすい傾向を表している。怒り、不安、抑うつ、脆弱性などの不快な感情を容易に経験する傾向でもある。また、神経症傾向は情動の安定性と衝動の制御の程度を意味し、ときにはその低い極である「神経症傾向」と呼ばれることもある。安定性が高いということは、安定した穏やかな性格であることを示しているが、無感動で無関心であると見ることもできる。低い安定性は、動的な個人にしばしば見られる反応性で興奮性の人格として現れるが、不安定もしくは自信不足と認識されることがある。また、神経症的傾向のレベルが高い人は、心理的な幸福度が低い傾向がある。幸福は成功につながるので、非神経症的傾向は重要である。
アイゼンクの人格理論（1967）によると、神経症傾向はストレスや嫌悪刺激に対する耐性が低いことと関連している。神経症傾向は、五因子モデルによって見い出される前から数十年にわたって気質研究において研究されてきた古典的な気質の特徴である。また、その気質の主要な性質は、生涯の安定性とその神経生理学的基盤であることから、五因子モデルの研究者はこれらの神経症傾向の性質を用いてモデルを支持した。神経症傾向の高い人は、感情的に反応しやすく、ストレスに弱いうえ、感情表現の面でも軽薄な傾向がある。彼らは普通の状況を脅迫的なものと解釈し、些細な欲求不満を絶望的に困難なものであると解釈する傾向が強い。彼らの否定的な感情的反応は、異常に長期間持続する傾向があるため、しばしばその人達が不機嫌であることを意味する。例えば、神経症傾向は、仕事に対する悲観的なアプローチ、仕事が人間関係を妨げるという自信、仕事に伴う明らかな不安などと関連している。さらに、神経症傾向のスコアが高い人は、神経症傾向のスコアが低い人よりもガルバニック皮膚反応の反応性が高い可能性がある。このような情動調節の問題は、神経症傾向のスコアが高い人が、明確に考え、決断を下し、ストレスに効果的に対処する能力を低下させる。人生の達成における満足感の欠如は、高い神経症傾向スコアと相関し、臨床的抑欝に陥る可能性を増加させる。さらに、神経症傾向の高い人は、より否定的な人生の出来事を経験する傾向があるが、神経症傾向も肯定的および否定的な人生の経験に応じて変化する。
反対に、神経症傾向のスコアが低い人は、動揺しにくく、感情的に反応しにくい。そういった人は穏やかで情緒的に安定しており、持続的な否定的感情を持たない傾向がある。ただし、否定的な感情から解放されたからといって、神経症傾向が低い人が肯定的な感情を多く経験するわけではない。神経症傾向はフロイトにおける神経症と類似しているが同一ではない。心理学者の中には、神経症傾向を情緒不安定性という用語で呼び、職業適性検査における神経症と区別する人もいる。

#### サンプル項目
- 私はすぐにイライラする。
- 私はストレスが溜まりやすい。
- 私は簡単に動揺する。
- 私は頻繁に気分が変わる。
- 私は物事を心配しがちだ。
- 私は大抵の人よりもずっと不安を感じる[105]。
- 私はほとんどの時間でリラックスしている。（逆転）
- 私はブルーな気分になることは滅多にない。（逆転）[41]

#### ファセット
神経症傾向のファセットは次のようになっている。
| 低い値の人の記述                                             | 低い値の人の記述   |              | 高い値の人の記述 | 高い値の人の記述                                           |
| 説明                                                         | 言葉               | ファセット   | 言葉             | 説明                                                       |
| ------------------------------------------------------------ | ------------------ | ------------ | ---------------- | ---------------------------------------------------------- |
| あまり怒ることはない。                                       | 温和               | 怒り         | 激情的           | 特に物事が思ったように進まないときに、激しく感情が高ぶる。 |
| 穏やかで自信がある傾向がある。                               | 自信がある         | 不安         | 心配性           | 起こるかもしれないことをいろいろ心配しがちである。         |
| 自分に大体満足している。                                     | 満足               | 憂うつ       | 悲観的           | おもしろくないことを頻繁に考える。                         |
| 欲望は特に強くなく、欲望を制御できる。                       | 自制心がある       | 利己的       | 快楽主義         | 欲望を強く感じ、欲望に誘惑されやすい。                     |
| 当惑することはほとんどなく、大抵の場合は自信にあふれている。 | 自信に満ちた       | 自意識過剰   | 自己を意識する   | 人が自分をどう思うかに敏感である。                         |
| 予期しないことにも落ち着いて効果的に対処する。               | プレッシャーに強い | 傷つきやすい | 低ストレス耐性   | ストレスの多い状況に負けやすい。                           |

## 歴史
ビッグファイブ性格特性は、性格と学業成績との関係を理解するためのモデルであった。このモデルは、人間行動の言語記述子の因子分析を用いた研究者のいくつかの独立した集合によって定義された。その研究者達は、人格特性に関連する多数の言語記述子間の関係を研究することから始め、研究者らはこれらの記述子のリストを（勝手に）5~10倍に減らし、因子分析を用いて残りの形質（自己報告アンケートと仲間評価で、主に人々の評価に基づいたデータを利用した）をグループ化し、人格の根底にある因子を発見した。
最初のモデルは、1961年にアーネスト・トップスとレイモンド・クリスタルによって改良されたが、1980年まで学術的な読者に及ぶことはなかった。1990年にJ.M.ディグマンは、ルイス・ゴールドバーグが提唱した人格の五因子モデルを発展させ、非常に高度な組織化を行った。これらの5つの包括的領域は、最も知られている人格特性を含み、それを包含することが見出されており、すべての人格特性の背後にある基本構造を表すと仮定されている。
この問題に関して、数十年間にわたってパーソナリティ理論の語彙仮説内で独立して取り組み、一般的には同じ五つの因子を特定してきた少なくとも4組の研究者がいる。先行したのはテュペスとクリスタルであり、続いてオレゴン研究所のゴールドバーグ、イリノイ大学のキャテル、そしてコスタとマクレイである。これらの4組の研究者は、5つの特性を発見するためにいくぶん異なる方法を用いた。したがって、5つの因子それぞれは多少異なる名前と定義をもつものの、それらすべては高度に相互相関していて、因子分析的に整列していることが知られている。研究によると、ビッグファイブの特徴は実際の行動を予測し説明する上で、より多くのファセットや主要な特徴ほど強力ではない。2016年のアメリカ大統領選挙の際には、その選挙の妨害に関する不祥事を起こしたケンブリッジ・アナリティカがビッグファイブを利用した。
ビッグファイブの性格特性のそれぞれには、2つの異なったしかし相関した性格の側面があり、広い領域の下でビッグファイブの一部でもある多くのファセット尺度の上位の性格レベルを反映している。それらの側面は、神経症傾向における朗らかさと引き下がり、外向性におけるの情熱と積極性、経験への開放性における知性と開放性、誠実性における勤勉性と秩序、協調性における思いやりと礼儀正しさ、というように分類される。

### 初期の特性研究
歴史的にはビッグファイブや主要五因子モデルに先行して、ヒポクラテスの四気質論がある。それぞれの気質は、多血質、粘液質、黄胆汁質、黒胆汁質の4つであった。多血質は感情の安定性と外向性に最も密接に関連しており、粘液質は安定であるが内向性であり、黄胆汁質は不安定で外向性であり、黒胆汁質は不安定で内向性のある気質である。
1884年に語彙仮説、つまり、人間の性格特性に関する包括的な分類学を標本言語によって導き出すことが可能であるという仮説をフランシス・ゴルトンが最初に研究をした。1936年にゴードン・オールポートとH.S.オドバートはフランシス・ゴルトンの仮説を検証し始め、当時の辞書から観察可能で比較的永続的な特徴を記述しているとされた4,504の形容詞を抽出した。1940年、レイモンド・キャテルは余分な形容詞や同義語を除外して、性格特性用語を171対にまで整理して、形容詞から発見した人格特性の一群に関する自己報告書を作成し、それを16因子性格検査と名づけた。キャテルが最初に発見した36の次元のうち、わずか20の次元のサブセットに基づいて、アーネスト・トップスとレイモンド・クリスタルは、「激情性」、「協調性」、「信頼性」、「情緒安定性」、「文化」という五つの大まかな要素だけを発見したと主張した。その後、ウォーレン・ノーマンは「信頼性」を「誠実性」と書き直した。

### 研究の中断
1949年、ジョイ・ギルフォードは最初の多変量性格研究を行った。ギルフォードは、ギルフォード-ツィママーン気質調査で測定した10の性格要因を分析した。これらの尺度には、次のものが含まれていた。一般的動機付け(一般的活動性 対 遅鈍さとエネルギーの欠如)、のんきさ(抑制と真剣さ 対 のんきさと衝動性)、優位性(支配性と社会的大胆さ 対 服従性と臆病さ)、社会的内向性-外向性(社交性と社会的興味 対 隠遁性と内気さ)、情緒的感受性(情緒的安定性と楽天性 対 不安定性と抑鬱)、客観性(客観性 対 主観性と過敏さ)、友情-敵意(友情と協調性 対 敵意と闘争性)、内省的思考(考え込むことと内省 対 無反省)、対人関係(良い対人関係と協力 対 批判と不寛容)、男性性-女性性(男性的な興味と感情 対 女性的)。これらの重複した尺度は、後にギルフォードらによってさらに分析され、社会的活動(一般的動機付け、優位性、社会的内向性-外向性)、内向‐外向性(のんきさ、内省的思考)および情緒的健康性(情緒的感受性、客観性、友情-敵意、対人関係)の三次元に集約された。
その後の20年間、時代精神の変化によって、性格研究の発表は難しくなった。ウォルター・ミシェルは1968年に出版した著書『Personality and Assessment』の中で、パーソナリティ指標は0.3以上の相関では行動を予測できないと主張している。ミシェルのような社会心理学者は、態度や行動は安定しているわけではなく、状況によって異なると主張していた。性格測定によって行動を予測することは不可能であるとされた。しかし、その後、現実の判断基準との予測相関の大きさは、中立的な感情的条件の下での人格測定の典型的な管理と対照的に、ストレスの多い感情的条件の下で有意に増大する可能性があり、それによって予測分散の有意に大きな割合を占めることが経験的に実証されている。
さらに、1980年代には、新しい方法論がこの観点に挑戦した。研究者たちは、信頼性の低い行動の1つの例を予測しようとするのではなく、多数の観察結果を集約することで、行動パターンを予測できることを発見した。その結果、性格と行動の相関が大幅に高まり、「性格（パーソナリティ）」が実際に存在することが明らかになった。現在では、人格心理学者と社会心理学者は、人間の行動を説明するためには個人的変数と状況的変数の両方が必要であるということで意見が一致している。伝統的な理論が正当化され、この分野への関心が再び高まった。1980年代には、ルイス・ゴールドバーグが独自の語彙プロジェクトを開始し、主要五因子を再び強調した。彼は後に因子を表す言葉として「ビッグファイブ」という言葉を作った。

### 新たな注目
1980年にホノルルで開催されたシンポジウムでは、ルイス・ゴールドバーグ、ナオミ・タケモト＝チョック、アンドリュー・コムリー、ジョン・ディグマンの四人の著名な研究者が、その当時利用可能であったパーソナリティに関するツールについて検討した。このシンポジウムの後、1980年代に人格研究者の間で五因子モデルが広く受け入れられた。ピーター・サヴィルと彼のチームは、1984年のオリジナルのOPQに五因子「ペンタゴン」モデルを組み込んだ。このペンタゴンにすぐ続いて、1985年にコスタとマクレーはNEO五大因子性格目録(NEO-PI)を出版した。しかし、NEO-PIの構築に用いられた方法論は批判的な精査(下記参照)を受けることになる:431–433。
2016年からの最近の研究で、コリン・G・デヤングらは、これらの25個のファセットがビッグファイブ内の特性の10個の因子構造とどのように統合できるかを試した。開発者たちは主にビッグファイブ・モデルを研究し、五つの大まかな要素がDSM-5の性格検査(PID-5)の25の尺度とどのように両立するかを調べた。ビッグファイブの因子はPID‐5の25の尺度よりも広いので、ビッグファイブ内の因子の数に関しては性格心理学において不一致がある。デヤングや他の開発者によると、「有効なファセットの数は、判別妥当性を持つことが示される特性の数によってのみ制限される可能性がある」という。

## 生物学的および発達的要因

### 気質か人格か
生物学的差異が気質の概念を定義するのか、性格の一部を定義するのかについて、気質研究者と性格研究者の間で議論がある。文化以前の個人（動物や幼児など）におけるこのような違いの存在は、性格が社会文化的概念であるため、文化以前の個人が気質に属することを示唆している。このような理由から、発達心理学者は一般に、子供の個人差を性格ではなく気質の表れと解釈している。一部の研究者は、気質と性格の特徴は、事実上同じ潜在的性質の年齢特異的な発現であると主張している。幼児期の気質が青年期や成人の性格特性になるのは、個人の基本的な遺伝的特性として、環境の変化に積極的、反応的、受動的に相互作用するためだと考える人もいる。
成人気質の研究者は、性、年齢、精神疾患と同様に気質は生化学的システムに基づいているが、性格はこの4つのタイプの特徴をもつ個体の社会化の産物であると指摘している。気質は社会文化的要因と相互作用するが、これらの要因によって制御されたり容易に変化したりすることはできない。したがって、気質はさらなる研究のための独立した概念として維持されるべきであり、性格と混同されるべきではないことが示唆されている。さらに、気質は行動の力学的特徴（エネルギー、テンポ、感度、感情に関連した）を指すが、性格は人間行動の内容的特徴（価値観、態度、習慣、好み、個人歴、自己イメージなど）からなる精神・社会的構成物と考えられるべきである。ビッグファイブの開発者が現存する気質研究に対して注意を払わないことによって、その次元とはるか以前に複数の気質モデルで説明された次元との間の重複をもたらすと気質研究者は指摘する。例えば、神経症傾向は伝統的な気質の感情的側面を反映しており、外向性の気質の側面は「エネルギー」または「活動」であり、開放性の気質の側面は感覚を求めることである。

### 遺伝率

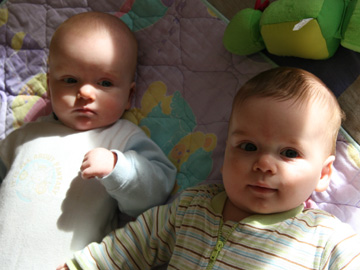
双子を対象にした性格研究は、遺伝と環境の両方がビッグファイブ性格特性に影響すると示した

双生児研究を含む行動遺伝学の研究により、遺伝要因と環境要因の両方が、五因子すべてに同程度に影響することが分かった。認知能力とは異なり、パーソナリティには非相加的遺伝の影響がみられる。広義の遺伝率は、最近の4つの双生児研究の平均をとると、開放性57%、外向性54%、誠実性49%、神経症傾向48%、協調性42%である（自己報告法のテストによる）。

### 人間以外の生物において

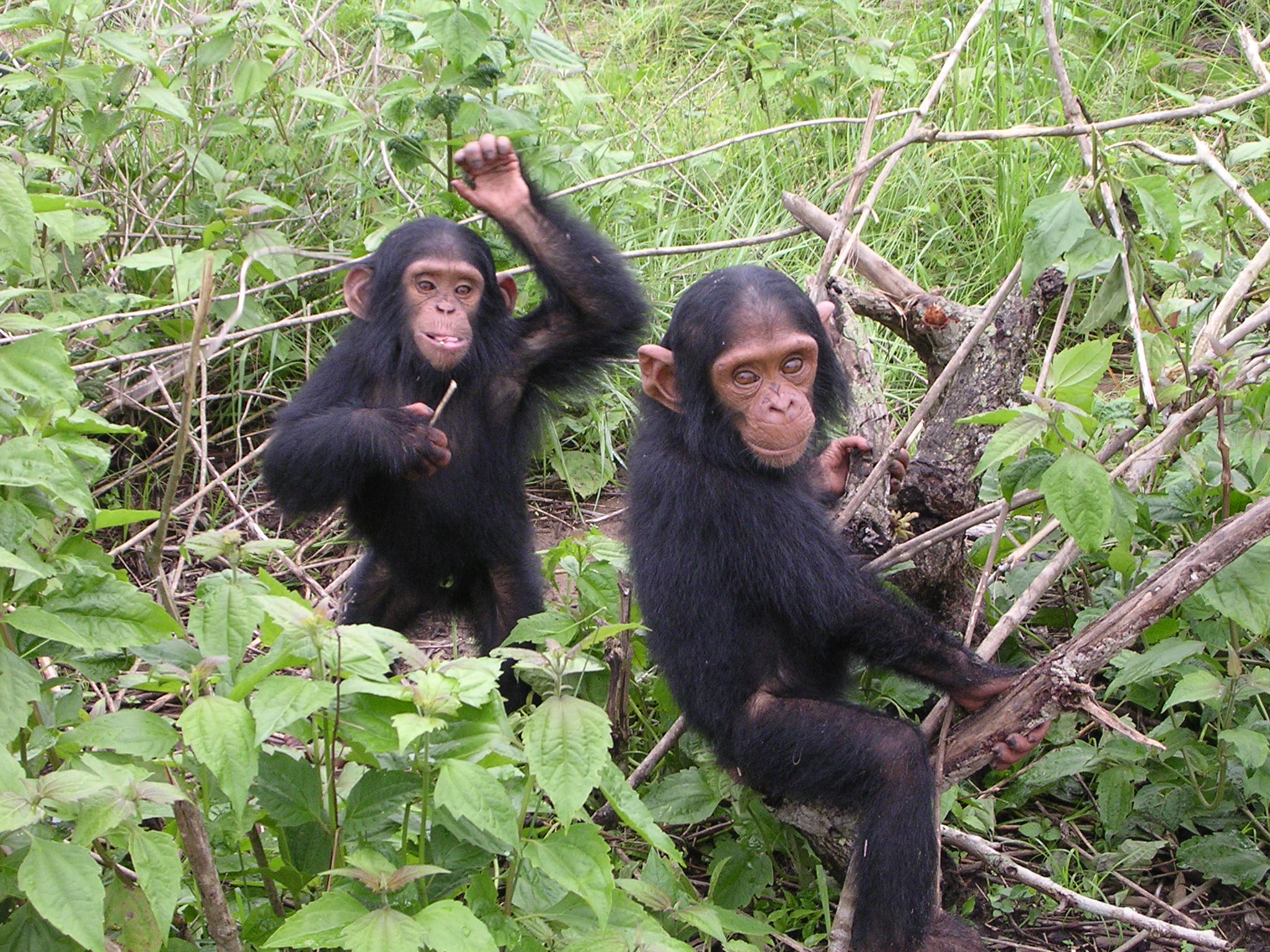
ビッグファイブ性格特性はチンパンジーにも見られる

ビッグファイブの性格特性はいくつかのヒト以外の種で評価されているが、方法論には議論の余地がある。ある一連の研究では、大型類人猿用のパーソナリティ質問紙を用いてチンパンジーを調査したところ、動物園、広大な自然保護区、および研究所にいる何百ものチンパンジーの間で、外向性、誠実性、および協調性の因子のほか、支配性の追加要因が明らかになった。神経症傾向および開放性の因子は、最初の動物園サンプルで発見されたものの、新しい動物園のサンプルや他の設定(おそらくCPQの設計を反映している)では再現されなかった。ある研究レビューでは、外向性、神経症傾向、および協調性の3つの次元は、異なる種間で最も一貫して認められ、次に開放性が認められた。チンパンジーだけが誠実性を表す行動を示した。

### 小児期および青年期の発達
ビッグファイブおよび一般的な性格に関する研究は、小児期や青年期よりもむしろ成人期における個人差を中心に焦点を当てており、しばしば気質の特徴を含んでいる。近年、特性がどのように発達し、生涯を通じて変化するかを理解するために、子供や青年の人格特性発達を研究する必要性が認識されつつある。
最近の研究は、子供と青年の間のビッグファイブの発達起源と軌跡、特に気質に関係するものを探求し始めている。多くの研究者が性格と気質を区別しようとしてきた。気質とは、主として遺伝子によって駆動されると考えられる初期の行動的・感情的特徴を指すことが多い。気質のモデルにはしばしば4つの特徴的側面が含まれる。怒り/社交性、否定的感情、粘り強さ/努力を伴うコントロール、活動レベルの4つである。このような気質の違いのいくつかは出生前ではないにしても明白に見られる。例えば、親も研究者も、新生児の中には平穏で簡単に癒される子もいれば、比較的むずかしくて落ち着かない人もいることについてよくわかっている。しかし、気質とは異なり、性格の発達は小児期を通して徐々に起こると考える研究者が多い。子どもが安定した性格特性 （ビッグファイブなど）を持っているかどうかを疑問視する一部の研究者とは対照的に、ほとんどの研究者は比較的安定してはっきりした行動パターンに関連するような著しい心理的差異が、子どもたちの間にはあると主張している。
小児期および青年期におけるビッグファイブの構造・発現・発達は、親や教師による評価、思春期前や青年期の自己評価およびピア評価、親子間の相互作用の観察を含む様々な方法を用いて研究されている。これらの研究から得られた結果は、少なくとも就学前から成人期までの間、人間の生涯を通じて性格特性の比較的安定性していることを支持している。より具体的には、研究によると、ビッグファイブのうちの4つ、すなわち、外向性、神経症傾向、誠実性、協調性は、小児期、青年期、および成人期における人格の相違を確実に記述していることが示唆されている。しかし、開放性は小児期の人格の基本的で安定した部分ではないことを示唆する根拠もある。一部の研究者は、小児および青少年における開放性が創造性、好奇心、想像力および知性などの属性に関連することを見出しているが、多くの研究者は小児期および青年期初期における開放性に関して明確な個人差を見出すことができていない。潜在的に、開放性は (a) 小児期に現在知られていない独特の様式で現れるか、または (b) 子供が社会的および認知的に発達するときにのみ現れることがあるかもしれない。他の研究では、小児期と青年期のビッグファイブのすべてと、他の2つの小児特有の特徴である過敏性と活動性に関する根拠が明らかにされている。これらの特異的な相違にもかかわらず、所見の大部分は、人格特性―特に外向性、神経症傾向、誠実性、および協調性―が小児期や青年期において明らかであり、行動の明確な社会的・感情的パターンに関連しており、これらは同じ性格特性の成人の発現とほとんどが一致している。若者の性格特性は、神経症傾向、外向性、開放性、協調性、良心性、活動性という6つの特性の側面によって最もよく記述されると主張する研究者もいる。この「リトルシックス」モデルに対するいくつかの予備的な根拠があるにもかかわらず、この分野の研究は利用できる手法がないために遅れている。
これまでの研究で、成人の大半は年をとるにつれて、協調性が増し、誠実性が増え、神経症的でなくなるというエビデンスが見つかっている。このことは成熟効果と呼ばれている。多くの研究者が、成人の人格形成の傾向と若者の人格形成の傾向とを比較することを試みてきた。この研究分野では、2つの主要な集団レベルの指標、すなわち、順位の一貫性と平均レベルの一貫性が重要である。順位の一貫性は、グループ内の個人の相対的な位置を示している。平均レベルの一貫性は、グループが生涯を通じて特定の形質について増加もしくは減少するかどうかを示す。
これらの研究からの知見は、若者の性格は成人の性格傾向と一致し、小児期を通して順位の点でますます安定することを示している。成人の人格研究では、年齢とともに協調性、誠実性が増加して、神経症傾向が減少することが示されているが、青年期の人格研究では小児期後期から青年期後期にかけて、協調性、誠実性、開放性の平均レベルが低下することが明らかになっている。若年期に経験される生物学的、社会的および心理学的変化が成熟期に一時的な低下をもたらすという破壊仮説が、これらの知見を説明するために提案されている。

#### 外向性/ボジティブな感情
ビッグファイブの研究では、外向性は激情性と関連している。外向性の高い子供はエネルギーがあり、話し好きで、社交的で、子供や成人で優勢である。一方、外向性の低い子供はおとなしく、落ち着きがあり、抑制されていて、他の子供や大人に従う傾向がある。外向性の個人差は、幼児期にはさまざまなレベルの肯定的感情として現れる。これらの違いは、小児期後期の社会的および身体的活動を予測し、行動活性化系に関連している可能性がある。子供では、外向性/ポジティブな感情には4つの下位特性が含まれる。すなわち、前述の気質の特質と類似した3つの特質であり、活動性、内気、支配性社交性、の4つの特質である。
- 活動性: 気質に関する研究の結果と同様に、活動性の高い子供は、同じ年齢の子供に比べてエネルギーに満ちていて、より激しく頻繁に運動する傾向がある[192][197][198]。活動の性差は乳児期には確実に現れ、青年期を通して持続し、成人期に運動活動が低下するか[199]、または潜在的におしゃべりに発展するにつれて衰退していく[192][200]。
- 支配性: 支配性が高い小児は、望ましい報酬または結果を得るために、他者、特にその仲間の行動に影響を及ぼす傾向がある[192][201][202]。このような子供は一般的に、非言語的行動を制御することによって、活動やゲームを組織化したり[203]、他人をだますことに長けている[204]。
- 内気さ: 内気さの高い子供は、一般に社会的に引きこもり、神経質で、見知らぬ人の近くではおとなしくなっている[192]。やがて、そのような子供たちは特にその子の仲間が自身を拒否した時には、「知り合い」の周りにいるだけで恐れてしまうようになる[192][205]。同様のパターンが内気の気質の縦断的研究でも報告されている[196]。
- 社会性: 社交性の高い子供は、一人でいるよりも他人と一緒にいることを好む傾向がある[192][206]。幼児期には、社交性の低さと内気さの高さの区別がより顕著になり、特に子供が、自分の時間の過ごし方や場所を自分で選ぶことができるようになるとより顕著になる[192][207][208]。

### 成人期を通じた発達
経時的な人々のテストスコアが相関する縦断的データと、異なる年齢群の間で性格レベルを比較する横断的データの多くの研究は、成人期の性格特性、特に同じ特性に対する気質の縦断的研究と同様に、気質特性としてしばしばみなされる神経症傾向の特性において高い安定性を示している。労働年齢者では、働き始めてから約4年以内に性格が安定することがわかった。また、辛い生活上の出来事が個人の性格に重大な影響を及ぼすという根拠はほとんどない。しかしながら、より最近の研究および以前の研究のメタ分析では、寿命の様々な時点で、5つの特性すべてにおいて変化が生じることを示している。新しい研究には成熟効果のエビデンスがある。平均的に協調性と誠実性のレベルは、一般的に時間とともに上昇するが、外向性、神経症傾向、開放性は低下する傾向がある。また研究は、ビッグファイブの性格特性の変化が今現在の個人の発達段階に依存することを示した。例えば、協調性や誠実性のレベルは、小児期および青年期初期には負の傾向を示し、その後青年期後期および成人期に上昇傾向を示す。これらのグループ効果に加えて、さらに個人差がある。つまり、生活のあらゆる段階で人によって独特の変化のパターンを示していく。
加えて、いくつかの研究(フリーソン、2001)は、ビッグファイブは二分法(外向的か内向的か)としてではなく、連続体として考えられるべきであると示唆している。各個人には（社会的または一時的な）状況の変化に応じて各次元に沿って特性の強弱を変えることができる。したがって、その人は単に各特性の二分法の一方の端にいるのではなく、双方の特性を合わせたものであり、ある特徴を他よりもしばしば示している。
成長期の人格に関する研究によると、年齢が高くなるにつれて(79～86歳)、IQの低い人は外向性が高くなるが、誠実性や健康状態は低下する。
コブクラークとシュラーによる研究は、性格特性が一般に成人労働者の間で安定していることを示している。性格に関する研究は、その制御の位置に関するこれまでの研究結果とも一致している。

### 病気による人格変化
性格は成人期にはほぼ安定するが、一部の疾患では性格が変化することがある。記憶障害が徐々に進行するのがアルツハイマー病の特徴であるが、それには性格の変化もよくみられる。アルツハイマー病における性格変化のレビューから、アルツハイマー病患者における性格変化の特徴的パターンが明らかにされた。それによると、誠実性において2～3標準偏差分の大幅な減少、外向性において1～2標準偏差分の減少、協調性において1標準偏差未満の減少、神経症傾向において1～2標準偏差分の増加が見られた。

## 集団における違い

### 性差
異文化間の研究では、NEO-PI-Rとビッグファイブ・インベントリに対する反応において性差のパターンがわかっている。例えば、女性は一貫してより高い神経症傾向、協調性、暖かさ（外向性のファセット）および感情に対する開放性が報告され、男性はNEO-PI-Rによって評価されるように、より高い自己主張（外向性のファセット）やアイディアに関する開放性がしばしば報告される。
ビッグファイブ・インベントリを使用した55カ国における性差に関する研究では、神経症傾向、外向性、協調性、そして誠実性において、女性が男性よりいくぶん高い傾向があることが明らかになった。神経症傾向の違いは最も顕著で一貫しており、調査した55カ国中49カ国で有意差が見られた。性格特性における性差は、繁栄し、健康で、より男女平等の文化で最も大きい。これに対するもっともらしい説明は、個人主義的で平等主義的な国での女性の行動は、集産主義的で伝統的な国でのジェンダーの役割に由来するのではなく、むしろ彼女の性格に由来する可能性が高いということである。先進国と途上国との間の性差の大きさの差は、それぞれの地域における女性ではなく男性間の差によるものであった。つまり、高度に開発された世界の地域の男性は、あまり開発されていない世界の地域の男性に比べて、より神経症傾向や外向性、誠実性が見られ好意的であった。一方、女性は地域間で性格特性に差がない傾向があった。この研究の著者らは、資源の乏しい環境（つまり途上国）は性差の発達を阻害するが、資源の豊富な環境は性差の発達を促進すると推測した。これは、雄が完全な発生能を得るためには雌よりも多くの資源を必要とするためであると考えられる。また著者らは、異なる進化的圧力により、男性はよりリスクを取り社会的に支配的になるように進化したのに対し、女性はより用心深く養育的になるように進化したのかもしれないと主張した。古代の狩猟採集社会では、後の農業志向社会よりも平等であったかもしれない。したがって、性不平等の進展は、本来狩猟採集社会で進化した性格における性差の発達を制約するように作用した可能性がある。現代社会が平等主義的になるにつれて、その人の先天的な性差はもはや制限されることはなく、そのため未発達の文化よりも性差はより完全に現れるかもしれない。現代社会における性差は狩猟採集社会における性差と比較されていないため、現在この仮説は検証されていない。

### 生まれ順の違い
フランク・サロウェイは、第一子は第二子に比べて誠実性があり、社会支配的で、協調性が低く、新しい考えを受け入れにくいと主張する。しかし、ランダムなサンプルと自己申告による性格検査を用いた大規模な研究では、サロウェイが主張した効果よりも軽度の効果しか見られず、出生順による性格への有意な影響も見られなかった。後に米国の高校生を対象とした大規模な代表的調査であり、272、003人を対象としたプロジェクト・タレントのデータを用いた研究が行われた。この研究では、生まれ順が性格に及ぼす影響は、統計的に有意ではあるが非常に小さいことが明らかにされた。出生順位と性格の平均絶対相関は+.02であり、初産児はやや誠実性が高くで、支配的で、協調性があり、神経症傾向が低く、社交性は低かった。一方で、親のSESと参加者の性別は性格とより大きな相関を示した。
2002年心理学誌に「Big Five Personality Trait Difference」という論文が掲載された。研究者らは、カウンセラー研修生における5つの因子モデルと「普遍的-多様的」志向（UDO）との関係を調査した(トンプソン、ブロサート、ミィヴィエル、2002)。UDOは、個人間の類似性および差異に対する強い認識と受容を生み出す一つの社会的態度として知られている(ミヴィル、ロマス、ジョンソン、ロン、2002)。この研究では、個人の間で創造的表現（経験への開放性、美学への開放性のファセット）の考えに対してよりオープンなカウンセラー研修生は、多様なクライアントのグループと仕事をする傾向があり、自分たちの役割に満足していることを示した。

## 文化による違い
ビッグファイブは、ドイツ、中国、インドなど、さまざまな言語や文化圏で追求されてきた。たとえば、トンプソンは国際的な英語尺度を使用して、いくつかの文化にわたってビッグファイブ構造が見つかったと主張している。しかし、チャン、ファン・デ・バイベル、レオン（2011）によると、開放性要因はアジア諸国では特に支持されておらず、別の5つ目の要因が特定されていることを示唆している。
最近の研究で、国の平均的なビッグファイブのスコアと、ジェラルド・ホフステードの文化的要因、個人主義、権力距離、男らしさ、そして不確実性回避との間に関係が見出されている。たとえば、ある国が個人主義を評価する度合いは平均的な外向性と相関するが、権力構造の大きな不平等を受け入れている文化に住んでいる人々は、誠実的であるかどうかでいくぶん高い得点を得る傾向がある。
世界レベルでの性格の違いは政治システムの違いの発生に影響している可能性がある。近年行われた研究では、国ごとの性格特性レベルの違いとその国の政治システムは相関していることが発見された。開放性が平均より高い国はより民主的な制度をもつ傾向があった。その関係は経済発展の影響など関連すると見られる要素を排除しても見られる。日本人のビッグファイブ性格特性とBMIの関連パターンは、アジア諸国よりも欧米諸国に類似している。
ビッグファイブを他の国々の辞書を用いて再現する試みは、成功した国もあったが、失敗した国もあった。たとえば、マジャル人は明らかに協調性の要因をもたなかった。他の研究者は協調性の証拠を見つけたが、他の要因の証拠は見つからなかった。性格特性に関する個人の違いは特定の文化の文脈と関連しており、性格特性はその文化の文脈の外側では影響力を持たないと認識するのは重要である:189。

## 関係

### 人格障害
2002年現在、五因子モデルと人格障害に関する研究は50以上発表されている。それ以来かなりの数の追加研究によって、この研究基盤は拡張され、五因子モデル領域に関してDSM人格障害を理解するためのさらなる実証的支持が提供された。
リー・アンナ・クラークは、2007年に発表した人格障害の文献を検討し、「性格の五因子モデルは、正常と異常の両方の性格特性の高次構造を表すものとして広く受け入れられている」と主張した。しかし、他の研究者はこのモデルが広く受け入れられているとは考えておらず（下記の 「批評」 の節を参照）、単に初期の気質研究を再現しているにすぎないと示唆している。注意すべきことであるが、気質と精神障害（特に人格障害）は、程度の差こそあれ同じ神経伝達物質の不均衡に基づいていると考えられているにもかかわらず、五因子モデルの論文では、その知見を気質モデルと比較することはない。
五因子モデルは10の全ての人格障害症状を有意に予測し、境界性人格障害、回避性人格障害、依存性人格障害の症状の予測においてミネソタ多面人格目録（MMPI）より優れていると主張された。しかし、ほとんどの予測は高い神経症傾向と低い協調性に関連しており、そのため疾患間を十分に区別しているものではない。

### 一般的な精神障害

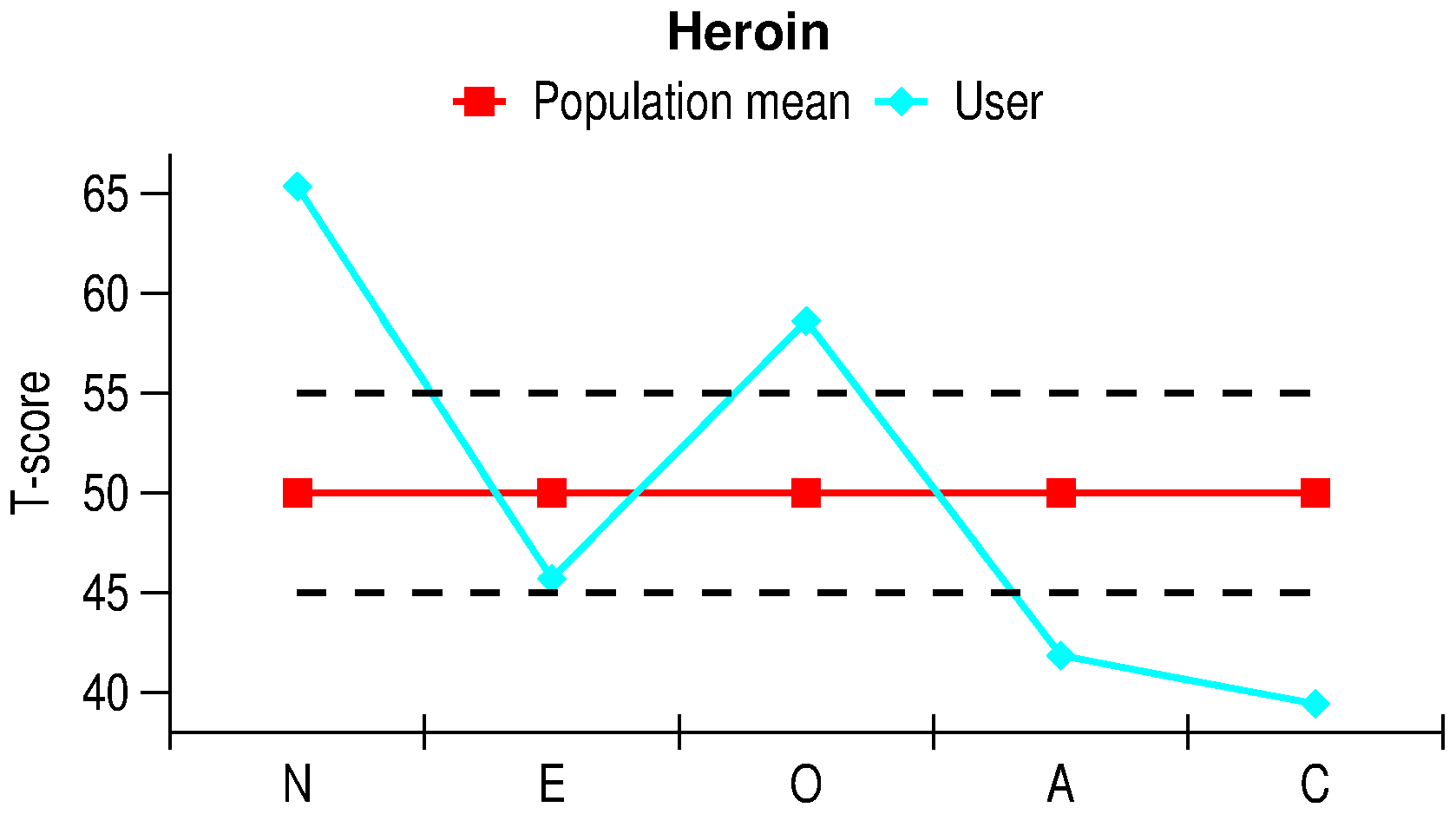
母集団の中央値から見たヘロイン使用者の五因子性格プロフィールの平均偏差。Nは情緒不安定性、Eは外向性、Oは経験への開放性、Aは協調性、Cは誠実性を指す

いくつかの国を代表する研究から集約的な証拠が得られ、一般集団に特によくみられる精神障害には、うつ病性障害（例えば、大うつ病性障害（MDD）、気分変調性障害）、不安障害（例えば、全般性不安障害（GAD）、心的外傷後ストレス障害（PTSD）、パニック障害、広場恐怖症、特定の恐怖症および社会恐怖症）、物質使用障害（SUDs）の3つのクラスがある。
これらの一般的な精神疾患（CMD）は経験的にビッグファイブ性格特性、特に神経症傾向と関連している。多くの研究で、神経症傾向のスコアが高いと、CMDを発症するリスクが有意に高くなることがわかっている。ビッグファイブのすべての性格特性とCMDとの関係を調べた大規模なメタアナリシス（n>75、000）では、調査したCMDごとに一貫して、誠実性の低さが強い影響をもたらすことがわかった（例えば、大うつ病性障害、気分変調性障害、GAD、PTSD、パニック障害、広場恐怖症、社会恐怖症、特定の恐怖、SUD）。この知見は、誠実性が高いことが死亡率低下の最も強力な性格予測因子であり、健康上の選択肢が少ないことと強く負の相関関係にあることを明らかにした身体の健康に関する研究と類似している。他の人格特性に関して、メタ分析は検討したすべてのCMDは高い神経症傾向によって定義され、ほとんどが低い外向性を示し、SUDのみが協調性と否定的に関連し、開放性と関連する障害はないことを見出した。59件の縦断的研究のメタ分析により、高い神経症傾向は、ベースライン症状および精神病歴を調整した後にも、不安、抑うつ、物質乱用、精神病、統合失調症および非特異的精神的苦痛の発現を予測することが示された。

#### 性格-精神病理学モデル
性格と精神疾患の関係を説明するために、5つの主要なモデルが提示されている。それぞれが少なくともいくつかの実証的な支持があるため、現在、単一の「最良モデル」は存在しない。また、これらのモデルは互いに排他的ではないことに注意することも重要である。つまり、複数のモデルが特定の個人に作用している可能性があり、さまざまな精神疾患が異なるモデルによって説明されている可能性がある。
- 脆弱性/リスクモデル: このモデルによれば、性格は様々な一般的精神疾患の発症または病因に寄与する。言い換えれば、既存の人格特性はCMDを直接発生させるか、原因となるリスク要因の影響を高めるかのいずれかである[260][261][262][263]。神経症傾向が強い脆弱性要因であるという強い支持がある[258]。
- 病理形成モデル: このモデルは、病気になる前の性格特性が精神障害の発現、経過、重症度、そして治療における反応に影響を及ぼしていることについて提案している[260][262][264]。この関係の例としては、抑圧レベルが低いうつ病患者の自殺の可能性が高くなることが挙げられる[262]。
- 共通原因モデル: 共通原因モデルによれば、性格特性はCMDを予測する。これは、性格と精神病理が遺伝的・環境的な決定因子を共有しているためであり、その結果、2つの構成体の間に非因果的な関連が生じるためである[260][261]。
- 連続体モデル: このモデルは、性格と精神病理の間の関連性が見出されることを提案している。なぜならば、これらの2つの構成物はどちらも単一の領域またはスペクトルを占有しており、精神病は単に正常な性格機能が極端に表されるからである[260][261][262][263]。このモデルを支持する根拠は性格特性の尺度と精神病の基準が重複していることである。例えば、NEO-PI-Rにおける神経症傾向の主要なファセット尺度は、「抑うつ」と「不安」である。このように、うつ病、不安、神経症傾向の診断基準が同じ内容を評価するということは、これらの領域間の相関を高める[263]。
- 傷痕モデル: 傷痕モデルによれば、精神障害を経験することは個人の性格を「傷つけ」、病気を経験する前の状態から大きく変化させる[260][261][262][263]。瘢痕効果の例は、PTSDを経験した後に開放性が減少することであるとされる[262]。

### 健康
ビッグファイブの性格特性が主観的健康結果（ポジティブ・ネガティブ、身体症状、そして一般的な健康に関する心配）と客観的健康状態（慢性疾患、重篤疾患、身体損傷）にどのように関連するかを調べるために、ヤスナ・フデク-クネジェビッチとイーゴル・カルドゥムが822人の健康的なボランティア（女性438人、男性384人）を対象に研究を実施した。その結果、ビッグファイブ性格特性のうち、神経症傾向は主観的健康結果の悪化と楽観的コントロールに最も関連し、主観的健康結果の改善に最も関連していた。客観的健康状態に関して、引き出された関係は神経症傾向が有意に慢性疾患を予測することを除いて、弱いものであったものの楽観的コントロールは事故によって引き起こされた身体的損傷により密接に関連していた。
非常に誠実性が高いことによって、その人の寿命は5年も伸びることになる。ビッグファイブ性格特性も健康に良い結果をもたらすと予測される。日本人高齢者では、誠実性、外向性、開放性が死亡リスクの低下と関連していた。
より高い誠実性はより低い肥満リスクと関連する。既に肥満している人でさえも、より高い誠実性によって5年間もすれば肥満でなくなる可能性が高いことがわかっている。

### 教育

#### 学業成績
学業成績において性格は重要な役割を果たしている。GPAに関して308人の学部生を対象とした研究では、誠実性と協調性はあらゆる学習スタイル（統合分析、系統的学習、事実の保持、精緻な処理）と正の関係にあり、神経症傾向は負の関係にあることが示唆された。さらに、外向性と開放性は精緻な処理と比例関係にあった。ビッグファイブの性格特性はGPAの分散の14%を占め、性格特性が学業成績に何らかの貢献をしていることを示唆している。さらに、内省的な学習スタイル（統合分析・精密な処理）は開放性とGPAの関係を仲介しており、このことは学生が学問的興味と思慮深い情報処理を組み合わせれば、知的好奇心が学業成績を著しく向上させることを示している。
イスラエルの高校生を対象にした最近の研究によると、才能のあるプログラムに参加した生徒は、才能のないプログラムに参加していない生徒に比べて、開放性が高く、神経症傾向が低かった。ビッグファイブの尺度ではないが、優秀な学生は、優秀なプログラムに参加していない学生に比べて、州に対する不安も少なかった。またビッグファイブに特有の性格特性は、学業での成功に加えて学習スタイルを予測する。
- GPAと試験の成績はどちらも誠実性によって予測される
- 神経症傾向は、学業における成功と負に関連している
- 開放性は、統合分析と精緻な処理の2つの学習スタイルを用いることを予測する
- 神経症傾向は、一般的に学習スタイルと負に相関する
- 開放性と外向性は、どちらも4つの学習スタイルすべてを用いることを予測する[269]。

大学生を対象にした研究では、希望は協調性と関連しており、心理的な幸福に肯定的な影響を与えるという結論が出ている。神経症傾向の高い人は希望を持っている可能性が低いため、幸福と負の関連がある。性格はときに柔軟であり、人生の特定の段階に入ったときに個人のビッグファイブを測定することで、教育的アイデンティティを予測できる。最近の研究は、その人の個人の性格が教育的アイデンティティに影響する可能性を示唆している。

#### 学習スタイル
学習スタイルは「永続的な思考方法と情報処理」と説明されてきた。
2008年に、科学的心理学会（APS）は、学習スタイルの評価を教育システムに含めるべきであるという結論を下すにあたって、有意な根拠が存在しないという結論を示す報告書を委託した。したがって、ビッグファイブと「学習スタイル」、あるいは「学習スタイル」と学習自体とを結びつける根拠が有効であると結論づけるのは、せいぜい時期尚早である。
しかし、APSは報告書の中で、既存の学習スタイルはすべて使い果たされておらず、教育実践に含める価値のある潜在的な学習スタイルが存在する可能性があることも示唆している。性格と思考様式は、思考様式とビッグファイブの人格特性とを結びつけるような方法で相互に関連している可能性があると結論づけている研究もある。特定の学習スタイルの数や仕様に関する一般的な合意はないものの、多くの異なる提案があった。
一例として、シュメック、リビッチ、そして ラマナイア（1997）は、4つのタイプの学習スタイルを定義している。
- 統合分析
- 系統的学習
- 事実の保持
- 精緻な処理

4つの学習スタイルの側面すべてが教室における教育に含まれていれば、それぞれの人が学業成績を向上させる可能性がある。このモデルでは、学生は動的/表面的処理もしくは、反射的/熟慮処理のいずれかを発展させることを主張している。熟慮処理をする学生は、表面的な処理を行う学生と比較して、より誠実性が高く、知的に開放性があり、外向的である。熟慮処理は、適切な研究方法（系統的学習）と、より強力な情報分析能力（統合分析）に関連するが、表面的な処理では、構造化された事実保持の学習スタイルを好み、精緻な処理により適している。これら4つの特定の学習スタイルの主な機能は以下の通りである。
| 学習スタイル | 機能 |
| ------------ | --- |
| 統合分析：   | 情報の処理、カテゴリの形成、階層での整理。これは、学習スタイルの中で学業成績への重要な影響を説明した唯一のものである。 |
| 系統的学習： | 学業課題を成し遂げている間に行われる系統的な行動                                                                       |
| 事実の保持： | 学習対象の背後にある論理を理解するのではなく、顕現している結果に焦点を当てる                                           |
| 精緻な処理： | 新しいアイデアを既存の知識に結び付けて適用する                                                                         |

開放性は学習スタイルと結びついており、しばしば統合分析や系統的学習のような学問的な成功や高い成績につながる。誠実性と開放性は4つの学習スタイルすべてを予測することが示されているため、規律、決断、好奇心などの特性を持つ人は、上記のすべての学習スタイルに関与する可能性が高いことが示唆されている。
またコマラジュ、カラウ、シュメック、そしてアブディク（2011）によって実施された研究によると、誠実性と協調性は四つの学習スタイルすべてと正の相関があり、神経症傾向は四つの学習スタイルすべてと負の相関があった。さらに、外向性と開放性は精緻な処理にのみ正に相関し、開放性自体はより高い学業成績と相関した。
さらに、ミカエル・ジェンセンによる以前の研究では、ビッグファイブの性格特性と学習、学業成績の間の関係が示されている。心理学者のジェンセンによると、神経症傾向を除くすべての性格特性は、学習目標と動機付けに関連している。開放性と誠実性は人に影響を与えて、その人は認識されないほど高度に学習内容を学習するが、外向性と協調性も同様の影響を与える。誠実性が高いことと神経症傾向が高いことは、信頼と報酬を得るために他人の前でうまく立ち振る舞う一方で、協調性によってその人は学習戦略を避けることを強いられる。ジェンセンの研究結果によると、人との相性の良さで高い得点を獲得した人は、他人の前で上手に振る舞うことだけを学ぶ可能性が高いという。
開放性があることに加えて、ビッグファイブの性格特性は生徒の教育的アイデンティティを予測するのに役立った。これらの発見に基づいて、科学者たちは、5つの特性が学問的動機に大きな影響を与え、それが学生の学業成績の予測につながるかもしれないことを理解し始めている。
何人かの著者は、ビッグファイブの性格特性と学習スタイルを組み合わせれば、個人の学業成績と学業的動機の変化を予測するのに役立ち、性格がその個人の学業成績に影響を与える可能性があると示唆した。これは個人の性格の違いが安定した情報処理へのアプローチを表していることによる。例えば、誠実性の高い学生は勉強の遅れをほとんど経験しないため、誠実性が高いことが試験成績の安定した予測因子として一貫して浮上してきた。誠実性が4つの学習スタイルと正の相関を示す理由は、高いレベルの誠実性を持つ生徒が集中的な学習戦略を生み出し、より規律正しく達成志向的に見えるためである。

### 仕事における成功

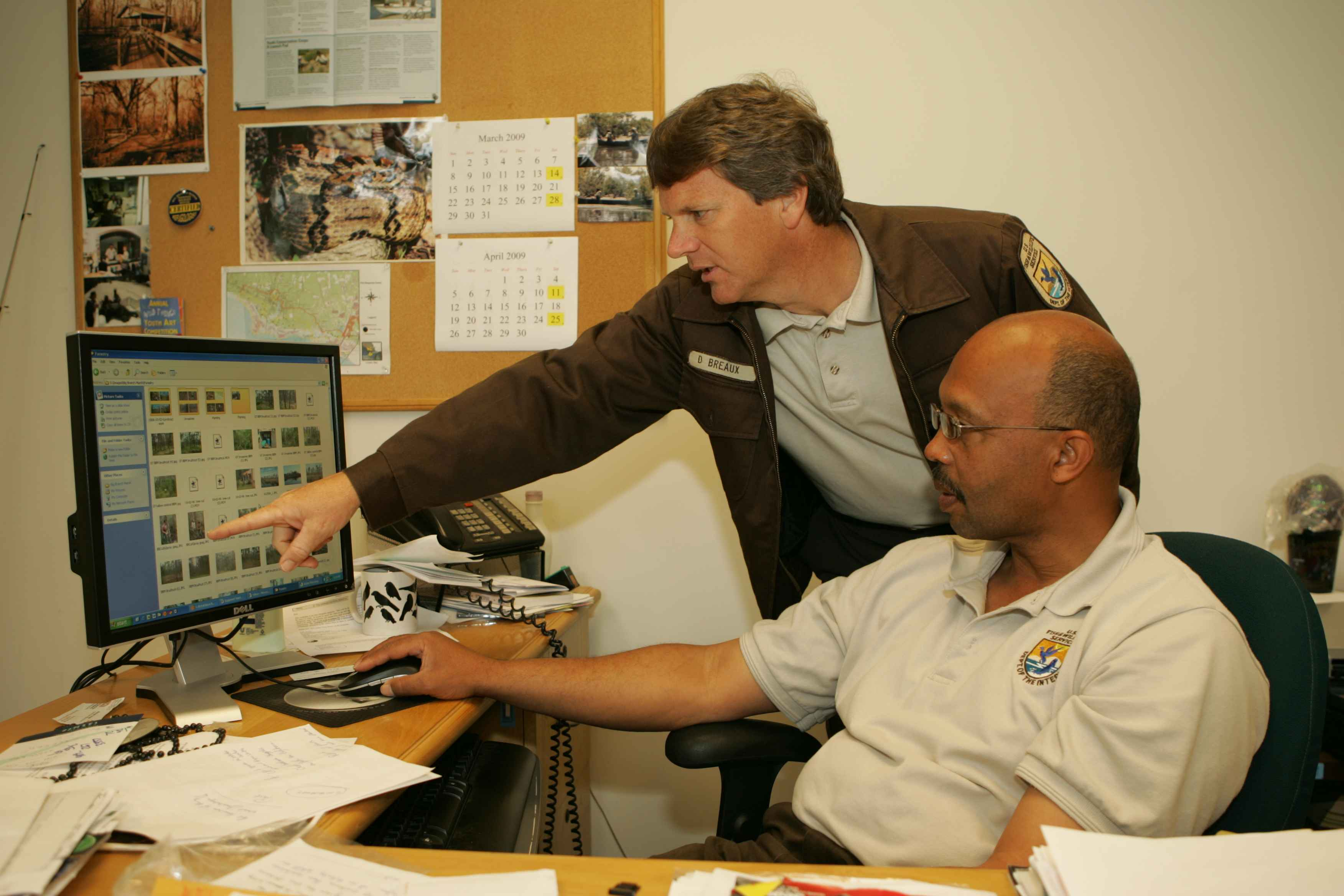
ビッグファイブ性格特性が仕事における成功と相関するかどうかについて論争が行われている

組織内のコミュニケーションにおいて、性格は職場でその人がどのように振る舞うのかを説明するものとして取り入れられている。五因子性格理論は5つの違った性格――開放性、誠実性、外向性、協調性、そして神経症傾向――を網羅する。開放性はオリジナルであることと、想像力があることであり、誠実性は物事を達成しようという目的志向であることであり、外向性は社交的であることと感情的にポジティブな人であることであり、協調性は適応できることとリーダーとして調整ができることであり、最後の性格特性は神経症傾向は、ネガティブな感情になりやすいリーダーであることと安定的になる必要があることを表す。
ビッグファイブは将来の仕事の成果を予測するとされている。仕事での成果の測定は、仕事とトレーニングの熟練度と、個人データを含んでいる。しかし、そのような予測を示そうとする研究は批判されてきた。一つには性格と仕事での仕事での成果を特徴づけようとする相関係数が明らかに低かったためである。2007年の論文で、過去現在6人のpsychological journalsの編集者による共著で、ペンシルバニア州立大学の心理学教授であり、Journal of Applied Psychologyの編集者である (1996–2002)ケビン・マーフィーは以下のように述べた。
性格テストの問題は…仕事におけるパフォーマンスの予測に関して、その妥当性はがっかりするくらい低いことが多いことだ。仕事での成果を予測するために性格テストを使おうとする議論はそもそもその説得力が低いので、感心できない。
このような批判がウォルター・ミシェルによってされ、ミシェルの本は20年にわたって性格心理統計学に危機をもたらした。しかし、後の研究において(1)精神測定の性格研究者によって得られた相関は相対的基準に照らすと実際かなり信頼でき、(2)予測の正確性は徐々に増しているものであっても、複雑な仕事のポジションについている人々のパフォーマンスの違いを考えると、経済的価値は非常に大きいことを明らかにした。
国家的なイノベーションと、経験への開放性と誠実性を関連させる研究がある。開放性と誠実性の特性を表す人は出身国に対してリーダーシップと有益なアイデアを示した。
企業や組織や面接官の中にはビッグファイブ性格特性に基づいて個人を査定する場合がある。ビッグファイブの研究によると、リーダーとされる人々は通常は神経症の特性を見せず、高い開放性を維持し（成功を想像し）、バランスの良い誠実性（きちんとしている）を維持し、バランスのよい外向性（社交的だが過剰ではない）を維持していることを示している。さらなる研究によって、職業での燃え尽き症候群と神経症傾向は関連しており、外向性とポジティブな職歴に関連していたことが明らかになった。お金を稼ぐことに関して研究によると、協調性の高い人物（特に男性）は収入をうまく蓄積できていないことがわかった。
いくつかの研究は仕事の成果がビッグファイブ性格特性と相関していることを示している。一般的に誠実性は仕事での成果を予測する。さらに、研究によると協調性は給与とマイナスの関係があることがわかった。協調性の高い人は協調性の低い人に比べて平均して給与が低かった。神経症傾向もまた給与とマイナスの関係があり、誠実性と外向性 は給与とプラスの関係があった。職業上の自己効力感もまた誠実性 と正の相関があり、神経症傾向と負の相関があった。出世を果たす優位な予測因子は、外向性と誠実性と協調性だった。管理職に就いている人物の誠実性は、被雇用者を虐待的に管理することに関する認識と正の相関があることが示唆されている。一方、協調性が低く神経症的傾向が強い人は、被雇用者を虐待的に管理をすることに関連した特徴であると示唆する研究者もいる。
従業員が果たした調査と管理職の仕事の実績の評価を通して、ビッグファイブの性格特性が仕事の実績に及ぼす個々の影響を調査することを目的とした研究は、いくつかの異なる仕事の役割の実績に個人の特性を関連付けている。「仕事の役割」とは、仕事をしている際に個人が持つ責任と定義される。仕事の役割としては、熟練度（仕事を効果的に遂行する労働者の能力）、順応性（作業環境の変化に応じて作業戦略を変更する労働者の能力）、積極性（労働者が自発的に作業環境を変える努力をする程度）の三つに大別される。これらの3つのカテゴリの行動は、3つの異なるレベル（個人、チーム、または組織レベル）でそれぞれあり、9つの異なる仕事の役割におけるパフォーマンスの可能性につながる。
開放性は個人の次元においても組織の次元においても積極性とプラスの関係があり、チームと組織における熟練度とマイナスの関係がある。この2つの効果はそれぞれ完全に独立であると判明している。
協調性は個人の仕事における積極性とマイナスの関係がある。
外向性は個人の仕事における熟練度とマイナスの関係がある。
誠実性はあらゆる仕事のパフォーマンスとプラスの関係がある。
神経症傾向はあらゆる仕事のパフォーマンスとマイナスの関係がある。
仕事の役割のパフォーマンスにおけるこれらの違いを説明するために、2つの理論が統合された。特性活性化理論は、個人の特性レベルが将来の行動を予測すること、特性レベルが人によって異なること、仕事に関連した手がかりが仕事に関連した行動につながる特性を活性化することを仮定する。役割理論は、役割送信者が望ましい行動を引き出すための手がかりを提供することを示唆する。この文脈において、役割送信者(監督者、管理者等)は、予想される行動に対する手がかりを労働者に提供し、それは次に人格特性と仕事に関連する行動を活性化する。要するに、送信者の役割に対する期待は、個々の労働者の特性レベルに応じて異なる行動結果をもたらすが、人々は特性レベルが異なるため、これらの手がかりに対する反応は普遍的ではない。

### 恋愛関係
性格のビッグファイブモデルは、デートの段階、恋愛中、結婚したカップルそれぞれに対して使用され、ロマンチックな関係における満足や関係の質を予測しようとする試みがなされた。
デート段階のカップル
自己申告での関係の質は、パートナーが報告した神経症傾向でマイナスの関係があり、本人とパートナー両者の報告した誠実性でプラスの関係があった。
恋愛中のカップル
自己申告での関係の質は、パートナーの申告した開放性と協調性と誠実性の高い人の間でより高かった。
自己申告での関係の質は、自己申告での外向性と協調性の高い人の間でより高かった。
自己申告での関係の質は、本人とパートナー両者の申告した神経症傾向とマイナスの関係があった。
参加したパートナーの自己申告の外向性が高い場合に、観察者は関係の質をより高く評価した。
結婚したカップル
自己申告での高い神経症傾向と自己申告での高い外向性と協調性は自己申告での高い関係の質と関連があった。
パートナーの報告した協調性は観察された関係の質と関連があった。
しかし、以上のような報告は多くは見られず、決定的とは言えない。

### 人格特性の予測力の限界
ビッグファイブ性格特性の予測効果はほとんどが社会的機能と役割駆動型の行動に関連しており、特定の行動の予測につかえるほど具体的ではない。たとえば、神経症傾向は一般的な精神疾患の発症に先行すると言われているが、神経症傾向は気質研究者からは性格と見なされてさえいない。そのため、性格特性と気質と人生の結果との間の本質とその違いを明らかにするさらなる根拠が求められる。社会的そして文脈上のパラメーターもまた結果に影響するが、その2つのパラメーターの相互作用もまだ完全には理解されているわけではない。

## 測定法
ビッグファイブにはいくつかの測定法がある。
- インターナショナルパーソナリティ項目プール（英語版）（IPIP）[304]
- NEO-PI-R（英語版）
- 10項目パーソナリティインベントリ（TIPI）と5項目パーソナリティインベントリ（FIPI）は、非常に簡略化されたビッグファイブパーソナリティ特性の評価形式である[305]。
- 自記式質問票[306]
- 語彙アンケート[307]
- 自己申告アンケート[308]
- 相対的得点ビッグファイブ測定[309]

ビッグファイブにおいて最も頻繁に使用される測定法は、自己記述文である項目、もしくは語彙尺度の場合には単一形容詞である項目のいずれかで構成される。文章ベースの長さといくつかの語彙尺度のために、40項目のバランスのとれた国際英語のビッグファイブ・ミニマーカーや、ビッグファイブ・ドメインのような非常に短い（10項目）尺度のような、回答スペースと回答時間が限られている応用研究の状況で使用するための短い形式が開発されて検証されてきた。性格検査の実施方法の中には長さが不十分であるため、性格を正確に評価するには細部が不十分なものがあることが、研究によって示唆されている。通常は、より長く詳細な質問をすることで、性格をより正確に描写する。5つの要素の構造がピア・レポートに複製されている。しかし、多くの実質的な調査結果は自己報告に依存している。
ビッグファイブの尺度に関するエビデンスの多くは、自己報告式の質問票に依存しており、自己報告によるバイアスや虚偽回答は処理しづらく、説明することが難しい。ビッグファイブのテストで得られる回答はすべての場合で正しいわけではないため、これらのテストが正確な性格プロファイルを作成するわけではないと主張されている。例えば、就職希望者が最適な回答を考えてそれを選んでしまう場合がある。
調査によると、回答者が同じような望ましい性格記述子を繰り返し選択しなければならない相対得点のビッグファイブ尺度は、特に嘘や偏った反応がある場合に、性格特性を正確に評価する従来のビッグファイブ尺度の代替手段になる可能性があることが示唆されている。正常および「模造品」バイアスの応答条件下で、GPAと創造的達成を予測する能力に関して従来のビッグファイブの尺度と比較した場合、相対得点の尺度は、両方の条件下でこれらの結果を有意かつ一貫して予測した。しかし、リッカート質問票は偽装条件ではその予測能力を失った。このように、相対得点の尺度は、ビッグファイブのリッカート尺度よりも、偏った反応の影響を受けにくいことが分かった。
アンドリュー・シュワルツは、75,000人のボランティアのFacebookメッセージから集められた7億の単語、フレーズ、トピックインスタンスを分析した。

### 主要五因子性格検査
心理学者の村上宣寛は1998年ごろから『広辞苑（第5版）』を用いて語彙研究を始め、後に主要五因子性格検査を開発した。現在、主要五因子性格検査の項目数は全70項目であり、青年期、成人前期、成人中期、成人後期と世代別に標準化されているため、12歳以上から老人までを対象に実施することができる。そのデモ版がVectorを通じて無料で配布されている（Windows版）。

### TIPI-J
心理学者の小塩真司、阿部晋吾、ピノ・カトローニは日本語版の10項目パーソナリティインベントリ（TIPI-J）を作成し、その信頼性と妥当性を調査した。その結果、いくつかのビッグファイブ性格検査との内的整合性が検証され、例えば主要五因子性格検査との内的整合性の値（α）は、外向性で0.85、協調性で0.72、誠実性で0.80、神経症傾向で0.88、開放性で0.82であり、十分な値をだし、TIPI-Jは十分な信頼性と妥当性を示していることがわかった。
TIPI-Jの内容は次のようになっている。
回答の選択肢は次の1から7までの7つがある。
1. 全く違うと思う
2. おおよそ違うと思う
3. 少し違うと思う
4. どちらでもない
5. 少しそう思う
6. まあまあそう思う
7. 強くそう思う

下の10個の文章に対して自分自身にどれくらい当てはまるかを、上記の回答の選択肢の番号を用いて回答していく。回答に用いた選択肢の番号は、10個の文章ごとにメモをしておく。
私は自分自身のことを……
1. 活発で、外向的だと思う
2. 他人に不満をもち、もめごとを起こしやすいと思う
3. しっかりしていて、自分に厳しいと思う
4. 心配性で、うろたえやすいと思う
5. 新しいことが好きで、変わった考えを持つと思う
6. ひかえめで、おとなしいと思う
7. 人に気をつかう、やさしい人間だと思う
8. だらしなく、うっかりしていると思う
9. 冷静で、気分が安定していると思う
10. 発想力に欠けた平凡な人間だと思う

各項目に用いた選択肢の番号を用いて、得点化を行う。それぞれの特性に関しては得点化の方法は、以下のようになっている。
- 外向性＝項目1+（8－項目6）
- 協調性＝（8－項目2）＋項目7
- 誠実性＝項目3＋（8－項目8）
- 神経症傾向＝項目4＋（8－項目9）
- 開放性＝項目5＋（8－項目10）

最低点は2点で最高点は14点であり、中間点は8点である。TIPI-Jの調査の際に愛知県、大阪府、兵庫県、長崎県の大学生902人を対象にした結果では、外向性で平均7.83±2.97、協調性で平均9.48±2.16、誠実性で平均6.14±2.41、神経症傾向で平均9.21±2.48、開放性で平均8.03±2.48である。
また、外向性と開放性は歪度がほぼ0で尖度が負であることから緩尖的分布を示して、誠実性と神経症傾向については尖度が0近くであるが、歪度の値が誠実性で正の歪み、神経症傾向で負の歪みをもつ分布を示した。協調性に関しては急尖的で正の歪みをもつ分布を示した。なお、歪度と尖度いずれも絶対値で1を超えることはなく、各下位尺度が2項目で構成されていることから、分布に大きな問題は生じているわけではない。

### Personality Insights
IBMはオープンソースの手法に基づいてテキスト情報から性格特性を推測するPersonality Insightsというサービスを展開している。これを用いれば、ブログやエッセイといったものだけでなく、自身のTwitterアカウントの投稿内容から、ビッグファイブや価値、ニーズなどの分析結果を出すことができる。なお、英語だけでなく日本語でも同様の分析は可能であり、また、いわゆるTwitterでの「裏アカウント」を分析しても通常のアカウントとほぼ同じ性格という診断結果が導き出されている。
Personality Insightsは人が文章を書くときの単語の使用法の違いから、パーソナリティを予測できる研究や、最新の研究の内容を反映している。

## 批判
提案されたビッグファイブモデルは多くの批判的検討の対象となり、そして批判に対してモデルを守る対象になった。
さらなる批判がカリフォルニア大学バークレー校のジャック・ブロックからされた。ビッグファイブモデルの説明または予測理論としての範囲には制限があると主張された。また、ビッグファイブの測定では正常な範囲の性格特性の領域の56%しか（異常な範囲の性格特性の領域を考慮しないでも）説明できないと主張された。また、静的なビッグファイブは理論駆動的ではなく、最適な要因分析の過程を経ていない、まとまってみえるような記述子の統計駆動の調査でしかない:431–433。ビッグファイブの構成要素の測定はインタビューと自己記述と観察と一貫しており、この静的な五因子の構造はさまざまな年齢集団や文化の被験者に見られるようである。しかし、遺伝型の気質特性の次元は違う文化を横断して現れるかもしれないが、性格特性の表現型発現は違う文化を横断して異なっており、異なった文化背景において起きる異なる社会文化的条件と経験的学習の関数となる。
さらに、ビッグファイブが語彙仮説（口頭での個人の違いについての記述子）に基づいているという事実はビッグファイブモデルの強い欠陥を示しており、ビッグファイブの主な要因である外向性と情緒不安定性にその欠陥が見られる。まず、人が口頭で評価するときに使われる言語には社会的バイアスが自然に生じる。とどつまるところ、言語とは集団力学の発明であり、社交する際の苦労を取り除いたり、情報を交換したり、集団活動と同期するために発展したものである。よって、この言語の社会的機能は人間行動の行動の記述に対して社交性のバイアスを生む。このため、行動の身体的側面や精神的側面よりも、行動の社会的側面に関連した言葉のほうがたくさんある。そのような社会的側面に関連する言葉の記述子はどの言語でも一番大きな要素につながるグループを形成するようになるが、そのグループは個人の違いの核となるシステムがどう形成されるかと全く関係がない。二番目に、情動性におけるネガティブバイアスがあり、（ほとんどの感情はネガティブな情動性をもつ）言語にはポジティブ感情ではなくネガティブ感情を記述する言葉のほうがたくさんある。この感情価における非対称性は言語にさらにバイアスを生む。語彙仮説アプローチを用いた実験によると、実際に語彙素材の使用は言語の社会性バイアスと感情のネガティブバイアスによってその結果の次元が歪み、これら2つの次元のすべての評価をグループ化する。これはビッグファイブの最も重要な2次元がビッグファイブの採用した語彙的アプローチによる人工物にすぎないことを意味する。

### 限られた範囲
よくある批判のひとつは、ビッグファイブは人間の性格のすべてを説明しないというものである。一部の心理学者はこのモデルに反対しているが、その理由は、このモデルが他の性格の領域を無視していると感じているからであり、それには、宗教、操作性/マキャヴェリズム、正直さ、セクシー/誘惑性、倹約性、保守性、男らしさ/女らしさ、俗物性/利己主義、ユーモア感覚、リスクテイク/スリル追求などがある。ダン・マクアダムズはビッグファイブを「よそ者の心理学」と呼んだ。なぜならビッグファイブはよそ者に対しても比較的観察しやすい特性に注意を向けるからであり、プライベートで感じられたり、もっと文脈依存な他の性格の側面はビッグファイブから排除されているからである。
多くの研究で、五因子はお互いに完全には直交しておらず、五因子は独立していない。何人かの研究者は直交性があることの方がより望ましいと考えている。なぜなら、直交性は次元同士の重複を最小化するからである。これは、できるだけ少ない変数で性格の包括的な記述を与えることが研究の目的であるという場合には、特に重要である。

### 方法論における問題
観察された変数の次元の構造を特定するための統計的方法である因子分析は、多くの要因の解決を選ぶための広く認められている基礎が欠けている。五因子による解決は分析者による解釈に依存している。五因子の根底にはたくさんの要因が実はある可能性がある。このことは因子の「本当の」数についての議論を導いた。ビッグファイブの支持者は単独のデータセットでは他の解決があるように見えるが、五要因の構造だけが異なった研究を横断して一貫して再現すると答えた。
さらに、ビッグファイブモデルの基礎となる要因分析は線形的方法で、非線形のフィードバックや個人の違いのコアシステムの不確かな関係を捉えることができない。

### 理論的ステータス
ビッグファイブは基礎となる理論に基づいていないと何度も批判されている。ビッグファイブはある記述子が因子分析の元でまとまった経験的発見でしかないという批判である。この批判はビッグファイブが存在しないということは意味しないが、ビッグファイブの背後にある基礎となる原因は不明である。
ジャック・ブロックは、2010年1月に亡くなるまでに発表した最後の著作で、五因子モデルについての生涯の視点をまとめた。
彼はこのモデルに対する批判を次のように要約している。
- 五因子の理論的根拠のない本質
- 測定の曖昧さ
- 研究するには不適切なモデル
- 性格を概念化するための排他的なパラダイムとして因子の分析を利用していること
- 五因子の理解がずっと合意されていないこと
- 五因子モデルに含まれていない性格の側面を特定するための認識されていないがうまくいっている努力が存在すること

彼はさらに続けて、提唱されているビッグファイブの性格特性よりも階層的に上位の因子を繰り返し観察することは、これらの超因子の起源と意味についてのより深い生物学的理解を約束するかもしれないと示唆した。

### 5つではなく6つの因子である根拠
英語言語における語彙研究が性格特性に関する5つの大きなグループを示したとしても、最近のより包括的な、クロス言語研究は5つの大きなグループではなく、6つの大きなグループが存在する証拠を提供していると言及されている。この6つのグループはHEXACOモデルの基礎を形成している。この発見に基づいて、ビッグファイブはHEXACOに置き換えられるか、語彙の証拠によって改訂して整合するべきであると提案されている。